# Hòa Hải (phường)
Hòa Hải là một phường thuộc quận Ngũ Hành Sơn, thành phố Đà Nẵng, Việt Nam.

## Lịch sử
Phường Hòa Hải được thành lập năm 1997 trên cơ sở xã Hòa Hải và được chuyển từ huyện Hòa Vang về quận Ngũ Hành Sơn mới thành lập.

## Hành chính
Phường Hòa Hải có diện tích 14,12 km², dân số (năm 2015) là 5.637 hộ với 20.123 nhân khẩu, được chia thành 138 tổ dân phố bao gồm các khu dân cư: Sơn Thủy, Đông Hải, Đông Trà, Tân Trà và An Nông.

## Di tích - Thắng cảnh
Các địa danh nổi tiếng:
1. Danh thắng núi Ngũ Hành Sơn.
2. Bãi biển Non Nước.
3. Làng nghề Đá Mỹ nghệ Non Nước.
4. Khu Di tích Lịch sử Khu 3 - Hòa Vang và di tích Đội Quyết tử Bám trụ phường Hòa Hải.

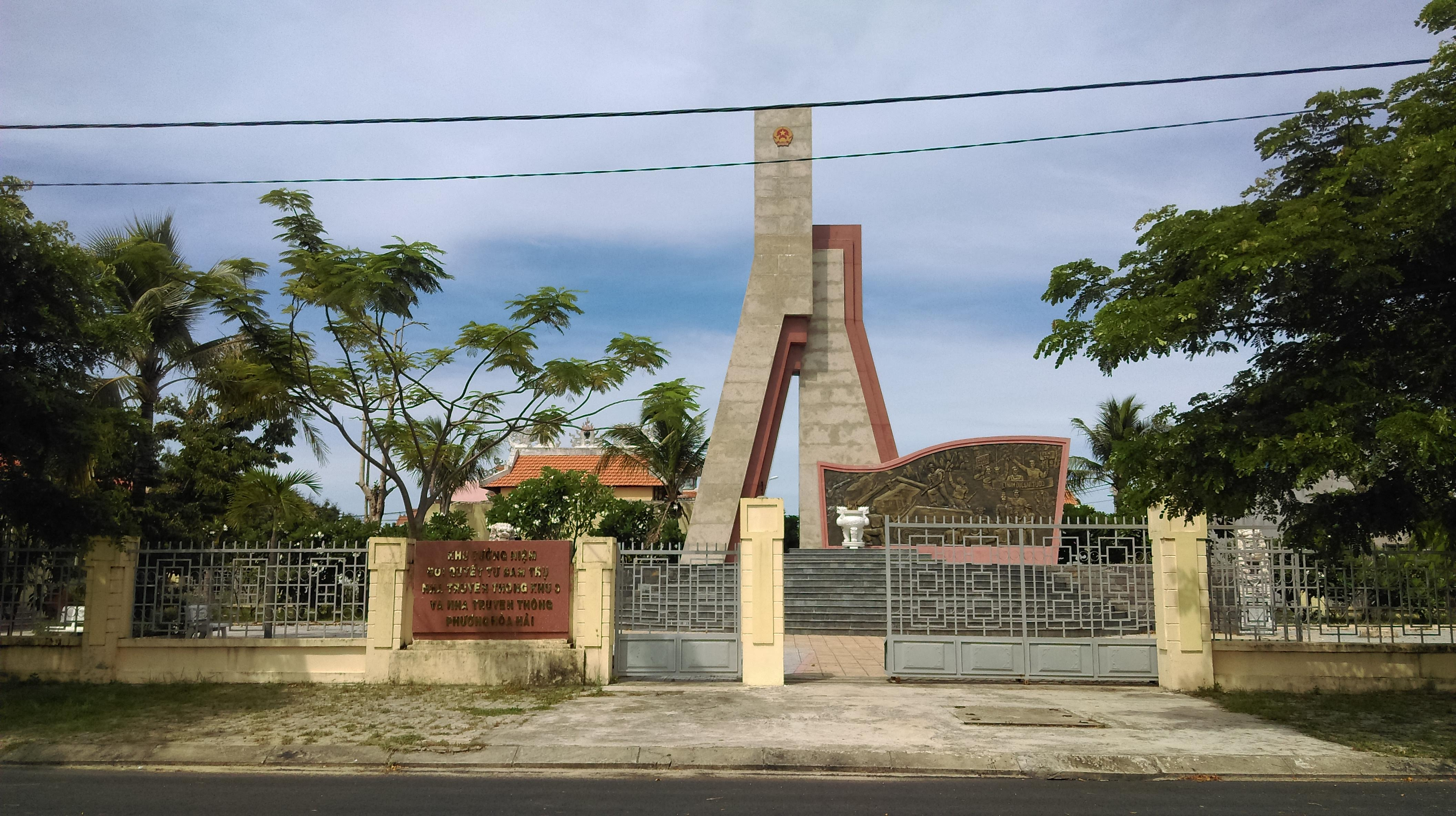
Khu Tưởng niệm Đội Quyết tử Bám trụ

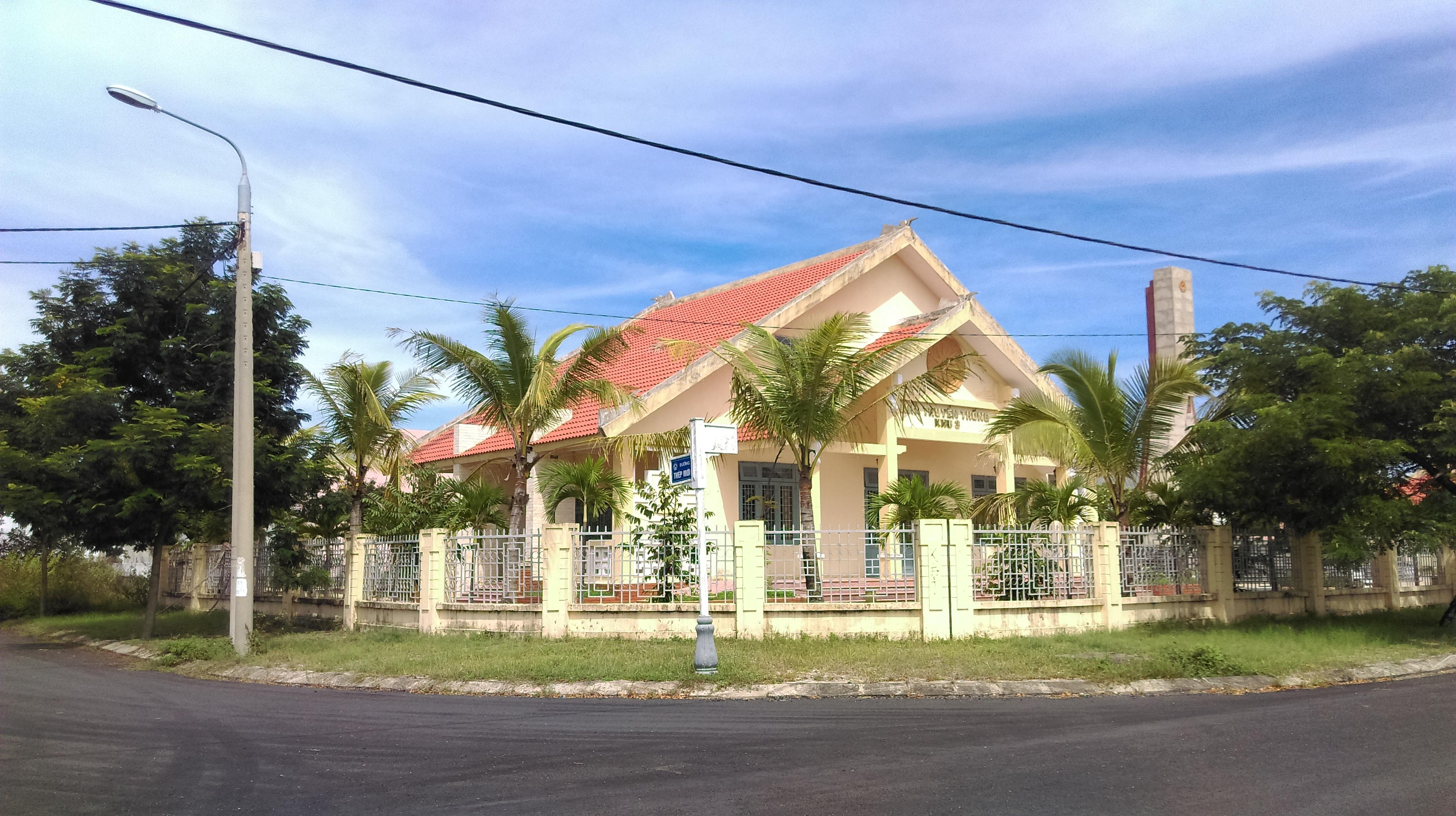
Nhà Truyền thống Khu 3

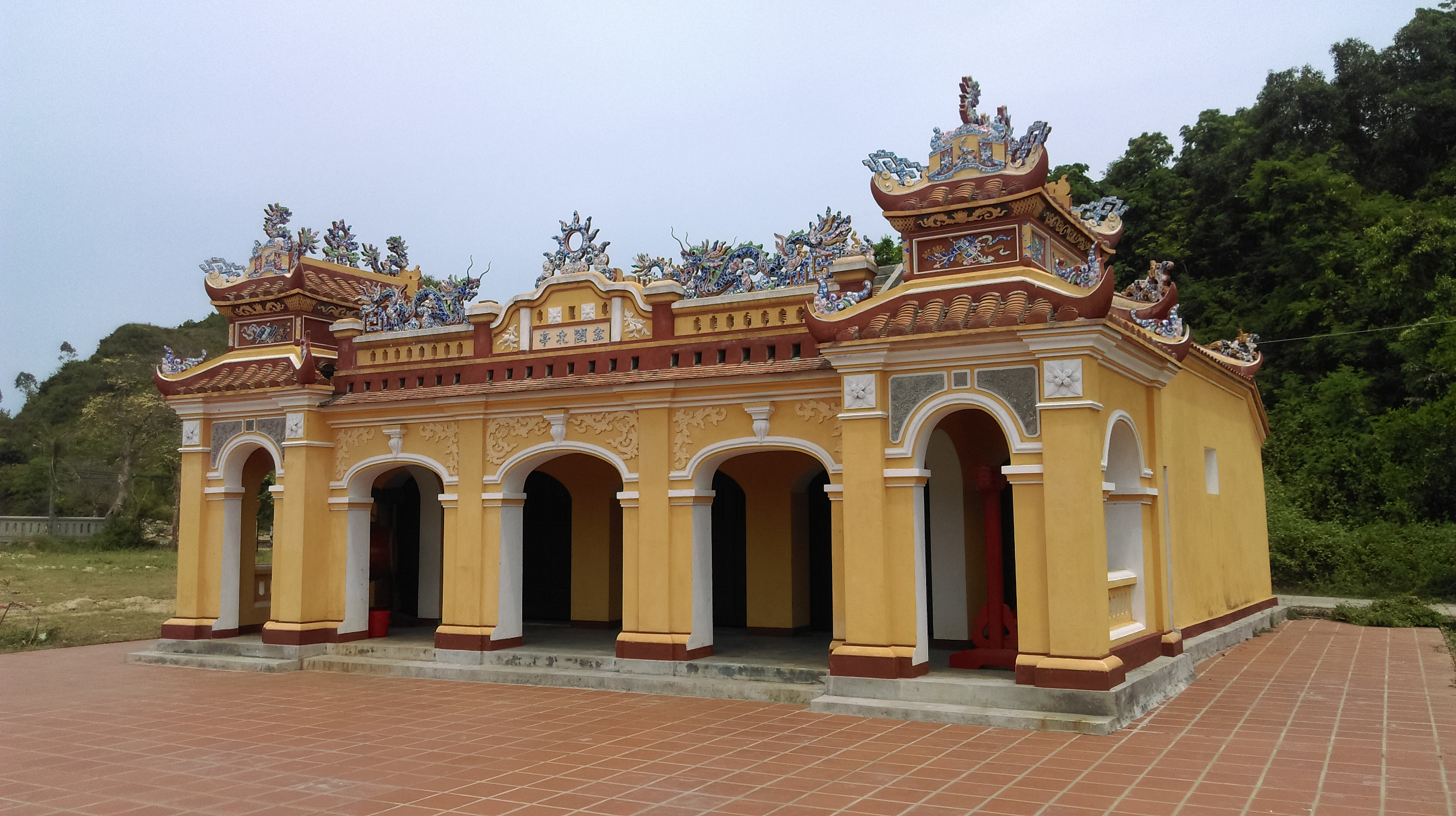
Đình Khuê Bắc